# Kwadratrysa

Konstrukcja kwadratrysy

Kwadratrysa – rodzaj kinematycznie konstruowanej krzywej, która pierwszy raz została wprowadzona do greckiej geometrii przez Hippiasza z Elidy. Jest to krzywa płaska powstała z punktów przecięcia (zbiór punktów przecięcia) dwóch boków kwadratu przesuwanych ruchem jednostajnym w takim samym odstępie czasu w kierunku boku trzeciego, przy czym jeden z nich porusza się ze stałą prędkością kątową, drugi zaś – ze stałą prędkością liniową.
Krzywa ta przez Hippiasza została użyta w 420 r. p.n.e. do rozwiązania problemu trysekcji kąta i przy użyciu kwadratrysy możliwy jest taki podział dla dowolnego kąta. Została także zastosowana do rozwiązania problemów kwadratury koła i rektyfikacji okręgu.

## Równania kwadratrysy
- we współrzędnych biegunowych:

{\displaystyle \rho ={\frac {2R}{\pi }}{\frac {\varphi }{\sin \varphi }},}
- we współrzędnych prostokątnych (kartezjańskich):

{\displaystyle y=x\,\operatorname {ctg} {\frac {\pi x}{2R}},}
gdzie: {\displaystyle R} – długość boku kwadratu.